# Barack Obama
Barack Hussein Obama II. (angleško ), ameriški pravnik, politik in nekdanji predsednik Združenih držav Amerike, * 4. avgust 1961, Honolulu, Havaji, ZDA.
Obama, potomec Kenijca in Američanke evropskih korenin, je pričel z javnim delovanjem kot organizator v revnejših skupnostih mesta Chicago. Diplomiral je iz prava na Univerzi Harvard in nekaj časa delal na področju državljanskega prava v odvetniški firmi, med 1992 in 2004 pa je tudi poučeval ustavno pravo na Univerzi v Chicagu. Politično kariero je pričel kot predstavnik 13. okrožja v senatu zvezne države Illinois.
Po neuspešni kandidaturi za poslanca predstavniškega doma ameriškega kongresa je bil izvoljen za predstavnika Illinoisa v ameriškem senatu, leta 2007 pa se je odločil potegovati za položaj predsednika države kot kandidat Demokratske stranke. Na volitvah 4. novembra 2008 je premagal republikanca Johna McCaina in zaprisegel kot 44. predsednik ZDA, mandat pa je nastopil 20. januarja 2009. Je prvi Afroameričan na tem položaju v zgodovini države. Devet mesecev po izvolitvi je prejel Nobelovo nagrado za mir. 6. novembra 2012 je bil po porazu Mitta Romneyja izvoljen še v drugi predsedniški mandat. Obdobje njegovega predsednikovanja so zaznamovali ukrepi za ublažitev posledic svetovne gospodarske krize v ZDA, pa tudi zunanjepolitične odločitve, kot so umik oboroženih sil iz Iraka, povečanje vojaške prisotnosti v Afganistanu in posredovanje v Libiji.
Barack Obama je tudi avtor knjig Sanje mojega očeta (izvirno Dreams from my Father) in Pogum za upanje (izvirno The Audacity of Hope). 

## Družina, otroštvo, mladost
Obamov oče, Barack Hussein Obama st. (1936-1982) je prišel iz Nyang'oma Kogelo, mesteca na vzhodnem bregu Viktorijinega jezera, v Keniji in je bil pripadnik ljudstva Luo (etnična skupina na zahodu te države). Obamova mati, Stanley Ann Dunham (1942-1995) je bila iz mesta Wichita in je imela irske, britanske in nemške prednike. Obamova starša sta se spoznala kot študenta na Univerzi Havajev v Manoi (University of Hawaii at Manoa), na tečaju ruščine. Na Havajih sta se leta 1961 tudi poročila, po drugih državah v ZDA so bile poroke med belci in črnci še prepovedane.
Leta 1964 sta se ločila. Oče, ki je bil štipendist kenijske vlade, je nadaljeval študij ekonomije na Univerzi Harvard, nato se je vrnil v domovino, kjer je delal na ministrstvu za gospodarstvo. Obama ga je videl samo še enkrat, za božične praznike 1971, ko se je družina za en mesec ponovno združila. Obamov oče je imel več žena, tako ima Barack po očetovi strani tri starejše in tri mlajše polbrate ter polsestro Aumo Obama. Oče je imel težave z depresijami in alkoholom. Obamova mati je bila kulturna antropologinja, intelektualka z življenjsko filozofijo »ne gradi zidov okrog sebe« in je od sina veliko pričakovala. Leta 1965 se je poročila z Indonezijcem Soetoro, ki je na Havajih študiral geografijo. Družina se je 1967. leta preselila v Džakarto v Indoneziji. Tam je Obama najprej obiskoval katoliško osnovno šolo, nato državno, multireligiozno šolo. Rodila se je polsestra Maya, vendar je tudi ta mešana družina kmalu razpadla. Obamova mati je bila pogumna in ambiciozna, izmenjaje je živela med Indonezijo in Havaji, dokler ni doktorirala. V Indoneziji se je angažirala kot svetovalka Ameriške agencije za mednarodni razvoj (USAID) na področju kreditiranja razvoja vasi. Pozneje se je zaposlila pri najstarejši indonezijski banki, da bi sodelovala pri največjem trajnem finančnem programu za revnejše sloje na svetu.
Obama se je poleti 1971 vrnil k starim staršem, Madelyn (1922-2008) in Stanleyju Dunhamu (1918-1992) na Havaje. Nudila sta mu oporo in ga vzgajala. Ded je šolo razumel kot vnukovo življenjsko varščino. Poslala sta ga v renomirano privatno šolo Punahou School, ki so jo bili ustanovili misijonarji, leta 1979 jo je uspešno zaključil. Tam se je izkazal tudi kot odličen košarkar, videl se je že v vlogi profesionalnega igralca.

## Študij in poklic
Izobraževanje je nadaljeval dve leti na Occidental Collegeu v Los Angelesu, nato pa je dve leti študiral politične vede - mednarodne odnose, na Univerzi Columbia v New Yorku, članici Ivy League. 
Leta 1985 se je preselil v Chicago, kjer se je začelo triletno obdobje organizatorskega dela med ljudmi. Tu se je priučil političnih spretnosti, uporabljal je nekatere metode Saula Alinskega, ki ga imajo za očeta komunalnega organiziranja. Sodeloval je s cerkvenimi skupnostmi in delal pri chicaških projektih za izboljšanje življenja v revnejših delih mesta. Na ulicah chicaškega predela South Side je Obama končno našel svoje mesto v črni Ameriki. Poleti 1988 je prvič potoval v Evropo in obiskal sorodnike v Keniji. Sledil je triletni študij na pravni fakulteti harvardske univerze, ki ga je v roku in z odliko končal. Tam je bil tudi izvoljen kot prvi temnopolti glavni urednik prestižne pravne revije Harvard Law Review. O boju za svojo identiteto, ki je označil njegova deška leta, piše Obama v knjigi Sanje mojega očeta.
Leta 1992 se je za stalno vrnil v Chicago in se prvič politično angažiral. Ob volitvah Billa Clintona za predsednika ZDA je pripravil uspešno kampanjo za registracijo volivcev in mobiliziral skoraj 150.000 Afroameričanov, kar je pripomoglo k izvolitvi Carol M. Braun, demokratinje in prve Afroameričanke v ameriškem senatu. Od leta 1993 je delal v majhni odvetniški družbi Miner, Barnhill in Galland, ki je bila specializirana za primere v zvezi z državljanskimi pravicami. Do leta 2004 je tudi poučeval na pravni šoli Univerze v Chicagu.
Bodočo ženo Michelle Robinson je spoznal leta 1988, oba sta obiskovala harvardsko univerzo. Michelle je kasneje dobila zaposlitev v prestižni chicaški odvetniški družbi Sidley & Austin, kamor je na delovno prakso poleti 1989 prišel Barack Obama. Michelle je bila njegova nadrejena. Ob koncu poletja sta postala par in se zaročila leta 1991. Poročila sta se 3. oktobra 1992, imata dve hčeri: Malio Ann, roj. 1998 in Natasho (»Sasho«), roj. 2001. Michelle Obama je bila do konca 2008 zaposlena v javni upravi mesta Chicago.

## Politična kariera

### Poslanec iz Chicaga
Leta 1996 se je zares podal v politiko. Začel je zbirati podpise za kandidaturo za demokratskega poslanca v senat Illinoisa in uspel. Izvoljen je bil v 13. okrožju južnega dela mesta Chicago, ki vključuje pomembno upravno enoto z univerzo in muzeji Hyde Park, in to kot predstavnik mešanega, ne pretežno črnskega okrožja. To je tudi del mesta Chicago z dolgo zgodovino voljenja reformističnih politikov.
V senatu je prevzel predsedovanje komiteju za javno zdravstvo in družbene storitve. Sodeloval je pri pisanju zakonske iniciative za pomoč revnim delavskim družinam in delal na predlogu zakona za pomoč ljudem brez zdravstvenega zavarovanja. Zagovarjal je predlog, da mora zdravstveno zavarovanje prevzeti stroške pregledov preventivnih mamografij. Pomagal je organizacijam, ki so si prizadevale za pravice gejev in lezbijk ter povečal sredstva za preventivo in zdravljenje aidsa. Eden njegovih največjih dosežkov je, da je Illinois postal prva zvezna država, kjer mora policija zaslišanja zaradi umorov snemati na video, kar je pomembno predvsem za črnsko skupnost. Poostrili so tudi nadzor nad nošenjem orožja. Za te in podobne predloge je Obami uspelo skleniti koalicijo s svojimi političnimi nasprotniki.
Demokrat Obama je bil leta 1998 in leta 2002 ponovno izvoljen v senat. Vmes je leta 2000 v boju za mesto v predstavniški dom kongresa doživel poraz, saj ga je premagal demokratski protikandidat, nekdanji črni panter Bobby L. Rush.

### Senator iz Illinoisa
Leta 2004 se je v senatu nepričakovano sprostil sedež. Tokrat je bil Obama dovolj previden, da je pridobil blagoslov kongresnika Jesseja Jacksona ml., ki naj bi razmišljal o kandidaturi, a si je nato premislil. Vse se je stekalo na njegov mlin. Obamov politični strateg in voditelj volilne kampanje za zvezni senat je postal David Axlerod. Na konvenciji demokratske stranke 27. julija 2004 v Bostonu, kjer so potrdili Johna Kerryja za predsedniškega kandidata, je bil Obama izbran za glavnega govornika in je s svojo mladostno energijo ter živahno retoriko navdušil vse navzoče. Opisal je svojo družinsko zgodbo, ki je utemeljila njegovo vero v ameriške sanje in se na koncu zavzel za ameriško enotnost:
Ni liberalne Amerike in konservativne Amerike – so Združene države Amerike. Ni črne Amerike in bele Amerike in latinske Amerike in azijske Amerike: so Združene države Amerike. Kritiki bi našo deželo radi razrezali in razkosali v rdeče države in modre države: rdeče so republikanske, modre pa demokratske. A tudi zanje imam novice. Častimo vsemogočnega Boga v modrih državah, v rdečih pa ne maramo, da nam zvezni agenti brskajo po naših knjižnicah. Vodimo malo bejzbolsko ligo (Little League je ameriška neprofitna organizacija, ki omogoča otrokom igranje bejzbola) v modrih državah in imamo gejevske prijatelje v rdečih državah. So domoljubi, ki nasprotujejo vojni v Iraku, in so domoljubi, ki jo podpirajo. Eno ljudstvo smo in vsi slovesno obljubljamo zvestobo zvezdam in trakovom, vsi branimo Združene države Amerike.
Govor ga je naredil slavnega po vsej državi in mu prinesel veliko simpatij. Odslej je bil obravnavan kot nova zvezda demokratov in morebitni kandidat za predsednika ZDA. Potem sta dva njegova najresnejša tekmeca - Jack Ryan in Alan Keyes - »uničila« sama sebe. Na volitvah je zmagal s 70 odstotki glasov. Ko je 4. januarja 2005 zaprisegel kot ameriški senator, je bil Barack Obama že politična zvezda.
Postal je član več senatnih odborov, se pridružil republikancu Johnu McCainu pri ustvarjanju reforme priseljenske politike, z republikanskima senatorjema Richardom Lugarjem in Tomom Coburnom pa se je povezal pri zakonu o omejevanju dostopa do orožja. Lobiral je proti onesnaževanju voda z jedrskimi odpadki, za pomoč Kongu, za razkritje prispevkov za kampanje, za zmanjševanje izpustov toplogrednih plinov, za postopno zmanjševanje števila vojakov v Iraku in za zmanjševanje nevarnosti jedrskega terorizma. Njegov pomembnejši dosežek je bila pobuda za etično reformo politike. 
Postal je tudi član zunanjepolitičnega senatnega odbora, v okviru katerega je obiskal Vzhodno Evropo, Bližnji vzhod, Srednjo Azijo in Afriko.
V zveznem senatu Kongresa ZDA v Washingtonu je bil peti temnopolti senator v zgodovini ZDA. Družina se ni preselila, zato je Obama redno vsak teden potoval med Washingtonom in Chicagom.

### Predsedniški kandidat
Obama je kandidiral za predsednika v času, ko se je še vedno izgubljal po hodnikih Kapitola v Washingtonu, saj je bil senator komaj dve leti. Uradna razglasitev kandidature za predsednika je bila 10. februarja 2007, v Springfieldu, Illinois. Dan je bil izredno mrzel. Obama se je zavil v plašč in šal in pod govorniški oder, da občinstvo, 18.000 ljudi, ni videlo, so mu postavili grelec. Nagovoril je vse generacije ter svojo kampanjo predstavil ne toliko kot kandidaturo, pač pa kot gibanje.
Stal je pred kapitolom v Springfieldu, kjer je svojo politično kariero začel Abraham Lincoln, in se spomnil Lincolnovih slavnih besed, ko je pozval k ukinitvi suženjstva: »Hiša, ki bo znotraj razdeljena, ne more stati.« Po Obamovem mnenju je bila država zdaj razdeljena zaradi spridenega ozračja v Washingtonu, vlade, okužene s cinizmom, priložnostne korupcije in majhnostjo politike. Obljubil je skorajšnji konec vojne v Iraku, univerzalno zdravstveno zavarovanje in povečanje energijske neodvisnosti.
Že po treh mesecih so mu dodelili varovanje tajne službe, saj je prejel nekaj rasno motiviranih groženj.

#### Strankarske preliminarne volitve
Začeli so se dolgi meseci kampanje. Po začetnem viharnem zanimanju in navdušenju, ki sta sledili razglasitvi, so kmalu zabredli v finančne težave. Da bi pritegnili nove sponzorje, predvsem male darovalce, so uporabili internet in skozi celo kampanjo podirali rekorde v zbiranju denarja. V kampanji, v kateri so večinoma delali mladi med dvajsetim in tridesetim letom, so uporabili Facebook, Youtube, Twitter in vse možnosti, ki jih ponuja internet, da bi ustvarili čim večjo skupino prostovoljcev za delo na terenu in neposredno nagovarjanje volivcev - tudi od vrat do vrat. In res so zgradili mrežo prostovoljcev po vsej državi. Mladi v ZDA se še nikdar niso tako zanimali za politični proces in njihova – navadno porazna udeležba ob takih dogodkih – še nikdar ni bila tako visoka.
Po mnenju nekaterih analitikov je internet spremenil volitve 2008 na enak način, kot je na boj med Johnom F. Kennedyjem in Richardom Nixonom leta 1960 odločilno vplivala televizija.
Na prvih strankarskih preliminarnih volitvah za izbor predsedniškega kandidata Demokratske stranke v zvezni državi Iowa, kjer je večinsko belo prebivalstvo (95 odstotkov), je Obama zmagal. Ta zmaga je bila zelo pomembna, dala je odgovor na vprašanje, ali je lahko nominiran temnopolti kandidat. Glavna protikandidatka je bila senatorka New Yorka Hillary Clinton, soproga bivšega predsednika ZDA Billa Clintona (1994-2002), izkušena in vešča političnega parketa. Sledile so volitve v zelo pomembnem New Hampshireu, kjer je slavila Hillary. V ZDA je 50 zveznih držav. Ostali kandidati - Christopher Dodd, Joe Biden, Bill Richardson in Dennis Kucinich so kmalu izpadli iz boja, le tretji kandidat John Edwards je odstopil šele 30. januarja 2008.

#### Dolga bridka bitka Obame in Clintonove
Po »super torku« (Super Tuesday), 5. februarju 2008 je Obama zmagal v trinajstih, Clintonova pa v devetih državah, vendar je bilo število delegatov v korist Clintonove. Na preliminarnih volitvah 9. februarja v Washingtonu, Louisiani in Nebraski ter 10. februarja v državi Maineu, je zmagal Obama v vseh štirih zveznih državah. V taboru Clintonove niso načrtovali boja dlje od 5. februarja, prišlo je do medsebojnih trenj in kljub mreži bogatih donatorjev je zmanjkovalo denarja. Hillary Clinton je zaradi poraza zamenjala vodjo kampanje, sicer svojo prijateljico, Patti Solis Doyle, ki je veliko podpore uživala med volivci z latinskoameriškimi koreninami. Nasprotno pa je Obamova ekipa, ki sta jo vodila in usmerjala Axelrod in Plouffe, oblikovala »prostor za 5. februar in naprej«, v okviru katerega so denar in organizacijo izjemno pazljivo odmerili večini držav, v katerih so potekale preliminarne volitve in strankarska zborovanja. Tudi internetno zbiranje sredstev se je uspešno nadaljevalo. Volivci v tem, kako nekdo vodi kampanjo, vidijo tudi povezavo s kasnejšim vodenjem države in Obama se je odrezal bolje.
Na preliminarnih volitvah 12. februarja je Obama zmagal v treh državah in prevzel vodstvo. V Virginiji 64 odstotkov, v Marylandu 60 odstotkov, v Zveznem okrožju Kolumbija celo 75 odstotkov glasov. Po zmagi na svojih rodnih Havajih s 76 odstotki in v Wisconsinu z 58 odstotki glasov, je dosegel zmago v desetih državah. 
Na preliminarnih volitvah 4. marca, potekale so v štirih državah, je Hillary Clinton v Teksasu, Ohiu in Rhode Islandu porazila Obamo. Edino v Vermontu je zmagal Obama z 59 odstotki glasov; v Teksasu je osvoji 48 ter v Ohiu 44 odstotkov glasov in tako osvojil dodatne delegate za strankarsko konvencijo. S tem mu je uspelo zadržati vodilno mesto v tesnem boju. 8. marca je zmagal Obama v številčno najmanjši državi Wyoming z 61 odstotki glasov in osvojil dodatnih 7 delegatov.
Glede domačih tem sta se oba kandidata zavzemala za domala enako usmeritev vlade, prizadevala pa sta si pokazati razlike v njuni zunanji politiki. Obama je uporabil vse svoje govorniške in pripovedniške spretnosti.
V marcu je za škandal poskrbel Obamov pastor, častiti Jeremiah Wright. Mediji so izbrskali posnetke njegovih protiameriških pridig, tudi o rasistični Ameriki. Obama je sporne pridige obsodil, problem pa delno rešil s prelomnim govorom o rasi v Ameriki, ki so ga mnogi takoj primerjali s tistim JFK-jevim o katolicizmu. Kot politik mešane rase je moral Obama za dosego svojih političnih ciljev hoditi po tanki liniji, da je bil privlačen za belce in da je hkrati še vedno zadovoljeval pričakovanja temnopoltih.
Po številu izbranih delegatov je vodil Obama s 1.328 pred Clintonovo, ki je osvojila 1.190 delegatov. Ko so se vključili še superdelegati, ki niso vezani volji ljudstva, je Obama vodil s 1.527, Clintonovo pa je podpiralo 1.428 vseh delegatov. Za zmago je bilo potrebno pridobiti podporo 2.025 delegatov.
Z nadaljevanjem izenačene bitke se je izostrila retorika v obeh taborih. 7. marca se je razpravljalo okoli izjave Obamove svetovalke Samanthe Power, da je Clintonova »pošast«, zaradi česar je morala odstopiti. Že naslednji dan je bila na sporedu vojna v Iraku. Iz štaba Clintonove so novinarji dobili e-mail »Obamov plan za Irak« s komentarjem, da on sploh nima plana za umik, čeprav je to njegova osrednja točka kampanje. Obamovo osebje je odgovorilo in protikandidatki pripisalo cinizem, nezaupanje ter pripravljenost na vse, da dobi nominacijo. Bivši predsednik Clinton je v začetku marca na zborovanju v Misisipiju izjavil, da bi bila njegova soproga in Obama, če bi kandidirala skupaj kot kandidata za predsednico in podpredsednika Bele hiše »nezaustavljiva moč«. Po njegovem mnenju bi Obama osvojil urbana območja in premožnejše volivce, Hillary pa tradicionalno ruralna območja. Obama je odgovoril, da ne razume, kako lahko nekdo, ki je na drugem mestu, ponuja podpredsedniško mesto nekomu, ki je na prvem mestu. Tabor Clintonove se je v nadaljevanju poslužil umazane kampanje, napadov na osebni ravni, čemur se je Obama skušal izogibati.
Anketa tednika Newsweek je 8. marca pokazala rezultate na nacionalni ravni, da Obama in Clintonova tečeta »mrtvi tek« s 45 odstotkov glasov za Obamo in 44 odstotkov za Clintonovo. Obama je vodil med mladimi, temnopoltimi, visoko izobraženimi. Clintonova je imela večino med starejšimi belci z nižjo izobrazbo.
V začetku aprila je odstopil Mark Penn, glavni strateg negativne kampanje Hillary Clinton in krivec za njen propad. Kasneje se je izvedelo, da ga je zagovarjal Bill Clinton. Delitev med demokrati je šla na mlin republikanskemu predsedniškemu kandidatu Johnu MacCainu, saj so mnogi demokratski volivci izjavljali, da bodo dali glas njemu, če ne bo izbran njihov demokratski favorit.
Zaradi tesne bitke s Clintonovo je postal Obama trdoživ in še boljši kandidat. Na svojo stran si je pridobil kar nekaj uglednih demokratov, med drugimi Teda Kennedyja, ki je menil, da je Obama primernejši kandidat od Clintonove za združitev stranke in države. Obamo je tudi javno podprl razočarani republikanec, nekdanji državni sekretar Collin L. Powell.
V začetku maja je postajalo jasno, da bo Obama demokratski kandidat za predsednika. Po zmagah na državnih konvencijah in volitvah v zveznih državah in samo treh porazih od začetka maja, si je Barack Obama s podporo skoraj 400 superdelegatov zagotovil kandidaturo za predsednika z 2.117 delegati. Počakati so morali samo še na demokratsko strankarsko konvencijo v Denverju, kjer se je njegova kandidatura potrdila. Hillary in Bill Clinton sta Obamo na konvenciji dostojanstveno podprla.

#### Tekma za Belo hišo
Obamov protikandidat je bil izkušeni republikanski senator iz Arizone, John McCain. Za svojo kampanjo je najel številne člane Busheve politične ekipe.
Po tem, ko je bil izbran za predstavnika demokratov na volitvah 2008, je moral Obama izbrati še podpredsednika, ki bo z njim na čelu države. Dne 23. avgusta 2008 je Obama objavil, da je podpredsedniški kandidat Joe Biden, njegov konkurent na preliminarnih volitvah, dolgoletni senator iz Delawarea in eden od najizkušenejših ameriških politikov. Po izbiri podpredsednika je Obama nadaljeval kampanjo s sloganom »Yes We Can« s potovanji v mnoge zvezne države in v govorih izpostavljal svoj program. Konec julija je odšel na odmevno turnejo po Bližnjem vzhodu in Evropi, z namenom, da se predstavi v predsedniški luči. Med potovanjem se je izkazalo, da je Obama politična rock zvezda. McCainova ekipa je začela z napadalnimi oglasi, od katerih se je Obamov tabor ogradil. Obama je sodeloval v treh predsedniških debatah, v katerih je, po mišljenju mnogih kritikov, porazil svojega republikanskega protikandidata, Johna McCaina. Medtem ko je Barack Obama izžareval mladost in spremembe, je republikanski nominiranec John McCain, ki je med kampanjo dopolnil 72 let, stavil na svojo imenitno biografijo. 
Volitve so bile 4. novembra 2008 in Obama je svojo kampanjo prekinil šele popoldne tega dne. Zgodaj zjutraj je odšel na volišče, popoldne pa je - že tradicionalno na dan vsakih volitev - odigral košarkarko tekmo z bližnjimi sodelavci in prijatelji. Koncem dneva se je umaknil domov v predmestje Chicaga in s svojo družino čakal na rezultate volitev. Po zaprtju vseh volišč in objavi rezultatov, je Barack Obama osvojil glasove v 29, McCain v 21 zveznih državah in tako zbral 365 elektorskih glasov nasproti McCainovih 173. Obama je prestopil prag, ki je bil 270 elektorskih glasov in postal je 44. predsednik Združenih držav Amerike.

### Predsednik ZDA - prvi mandat

#### Svečana prisega
20. januarja 2009 je Obama zaprisegel na zahodni strani Kapitola, kjer so sužnji svojčas žgali opeke, žagali les in polagali kamne za njegove temelje. Na travniku National Mall, nekdanji suženjski tržnici, se je zbrala skoraj dvomilijonska množica, ki se je raztezala vse do spomenika Abrahamu Lincolnu, predsedniku, ki je odpravil suženjstvo. Nad celotno – najbolj pričakovano inavguracijo od Johna F. Kennedyja naprej – je bilo čutiti Lincolnovo navzočnost. In prav dan poprej so se Američani poklonili državnemu prazniku ob rojstvu dr. Martina Luthra Kinga ml., velikega borca za državljanske pravice, čigar navzočnost je bilo čutiti tudi med volitvami in inavguracijo.
Ko je Obama prisegel, da bo branil ustavo, je njegova roka počivala na žametni Bibliji, ki jo je leta 1861 uporabil Lincoln. Predsednik vrhovnega sodišča John G. Roberts ml. in Barack Obama, dva ustavna strokovnjaka, ki sta bila odlična govornika, sta imela kar nekaj težav, da sta se prebila skozi prisego. Prisega je bila tako velik zgodovinski dogodek, da je Obamov nastopni govor postal večji kot njegove besede in bolj prežet s pomenom kot karkoli, kar je povedal. Resnoben, realistični ton nastopnega govora je presenetil tiste, ki so pričakovali bolj vzvišeno retoriko iz njegove kampanje. Med vrsticami je ostro kritiziral G. W. Busha. Izpostavil je naraščajoče število zaplenjenih domov, zaprta podjetja, izgubljene službe, drago zdravstveno varstvo, upadanje kakovosti šol, energetsko odvisnost in grožnjo podnebnih sprememb. Resna drža in resnobna retorika Baracka Obame sta sporočali, da ni nikakršno božanstvo in da razplet zgodbe ne bo preprost.
Med tem, ko sta bila Obama in Bush s soprogama na poti na slovesno prisego, je 93 članov osebja Bele hiše v petih urah pospravilo imetje družine Bush in skrbno zložilo v predale osebne predmete Obamovih. Ob prihodu vsake nove administracije je bila opravljena hitra menjava, ne da bi v hišo na naslovu Avenija Pensilvanija vstopil en sam selivec.

#### Prve odločitve
Obama je zelo hitro sestavil svojo sanjsko ekipo izobraženih in izkušenih sodelavcev. Dejal je, da bi bili Američani zaskrbljeni, če bi v najbolj kritičnih časih za gospodarstvo imenoval ljudi brez izkušenj. Ni bilo nujno, da so se kandidati v vsem strinjali z njim. Bil je pragmatik in sestavil pisan kabinet, v katerem so bili tako levičarji kot bolj sredinski politiki. In kar nekaj kadra je bilo tudi iz Clintonove administracije. Državna sekretarka, ki je odgovorna za ameriško zunanjo politiko, je postala Hillary Rodham Clinton. V tej vladi je bilo vendarle manj kadrovanja po osebnih poznanstvih in politikov z dobrimi zvezami, kakršni so končali visoko v Bushevi vladi.
21. januarja je šef Obamovega kabineta Rahm Emanuel naročil vladnim agencijam in ministrstvom, naj zamrznejo vse uredbe, ki jih je v zadnjih dneh sprejela administracija nekdanjega predsednika Georgea Busha in še niso v veljavi. Nova administracija jih je namreč pred začetkom izvajanja želela ponovno preučiti. Gre sicer za običajen korak ob menjavi administracij v Beli hiši.
Obama je tudi začel uresničevati svoje obljube glede taborišča Guantanamo na Kubi, saj naj bi tamkajšnji vojaški tožilci na njegovo prošnjo za 120 dni ustavili vse primere pred vojaškimi komisijami.
V naslednjih dneh je nadaljeval z izpolnjevanjem nekaterih predvolilnih obljub.
Novi ameriški predsednik se je v prvem tednu sestal z ekipo vrhunskih gospodarskih in finančnih strokovnjakov, s katerimi so poskušali oblikovati strategijo, ki bi omogočila obvladovanje napetih finančnih razmer in oživitev gospodarstva, ki se je znašlo v največji krizi po veliki depresiji v 30-ih letih dvajsetega stoletja. Slednje se je Obama želel lotiti s stimulacijskim paketom, vrednim okoli 825 milijard dolarjev, ki sta ga morala potrditi tudi oba domova ameriškega kongresa.
Kot je dejal ob zaprisegi, si bi s pogumnimi in hitrimi dejanji prizadeval ne le ustvariti nova delovna mesta, temveč postaviti nove temelje za gospodarsko rast.

#### Zunanja politika

##### Irak
V nasprotju s tedanjim večinskim mnenjem je Obama na protivojnem zborovanju 2. oktobra 2002 javno zavrnil iraško vojno.
»Zavedam se, da bo invazija na Irak brez jasnega vzroka in brez močne mednarodne podpore samo spodbudila ogenj na Bližnjem vzhodu, podprla najslabše namesto najboljše impulze v arabskem svetu, okrepila novačenje Al Kaide. Nisem proti vsem vojnam. Sem proti neumnim vojnam.«
Leta 2007 je predstavil načrt umika. Dne 27. februarja 2009 je napovedal konec bojnih misij ZDA v Iraku, okupiranem od leta 2003 in umik večine tamkajšnjih ameriških vojaških enot v 18 mesecih. Te so zapustile Irak kot je bilo načrtovano do 19. avgusta 2010. Od konca leta 2011 naj bi ostalo v državi le nekaj enot za zaščito veleposlaništva in usposabljanje iraške vojske.

##### Izrael in Palestina
Po Obamovem ultimatu, da se v času enega leta najde trajna rešitev za izraelsko-palestinski spor, sta se na neposrednih pogajanjih prvič sešla Benjamin Netanjahu in Mahmud Abas. Srečanje je bilo 2. septembra 2010 v Washingtonu. Tri tedne kasneje je Obama sklical Generalno skupščino ZN, da te dogovore podprejo in priznajo, da sta varnost Izraela in resnična sprava dosegljiva le z neodvisno Palestino in samo z miroljubnimi sredstvi.

##### Afganistan in Pakistan
Medtem, ko je CIA v preteklosti že uporabljala brezpilotna letala, jih je za vojaške raketne napade začel uporabljati ameriški predsednik George Bush ml. S pakistanskim kolegom, avtoritarnim generalom Pervezom Mušarafom, je sklenil dogovor o vojaških napadih na severozahodu in zahodu Pakistana, ki so ju sicer nadzorovali talibanski uporniki in pripadniki Al Kaide. Pod Obamo se je število napadov z brezpilotnimi letali povečalo skoraj za šestkrat v primerjavi z obdobjem Bushevega drugega mandata.
Tudi v Afganistanu so se po nareku Obame močno povečali raketni napadi, ki so terjali številne civilne žrtve.
Afganistan so ZDA napadle 7. oktobra 2001. Samo za neposredne stroške operacije Trajna svoboda, so ameriški davkoplačevalci odšteli 420 milijard dolarjev, trenutno pa gre iz proračuna zanjo okoli dve milijardi dolarjev na teden. V najdaljši vojni v ameriški zgodovini je doslej padlo več kot 2500 zavezniških vojakov, od teh več kot 1600 Američanov, tisoče mrtvih civilistov pa v zadnjih desetletjih ni nihče uradno prešteval. Trenutno je v Afganistanu okoli 100.000 ameriških vojakov, med 40.000 do 50.000 vojakov NATA in še kakih 100.000 zasebnih pogodbenikov.
Februarja 2009 je Barack Obama ukazal napotitev 17.000 dodatnih vojakov v Afganistan, 1. decembra 2009 pa se je število vojakov v Afganistanu povečalo na 33.000. Novi vojaki so se tja napotili v prvi polovici leta 2010, umik ameriških sil pa je bil načrtovan za konec leta 2011.
22. junija 2011 je v težko pričakovanem govoru o delnem umiku ameriške vojske iz Afganistana, Barack Obama dejal: »Amerika, nastopil je čas, da se osredotočimo na gradnjo države tukaj doma!« Ljudstvu je tako sporočil - umik 10.000 vojakov do konca leta 2011, ostalih 23.000, ki jih je kot del okrepitev poslal v Afganistan, pa se naj bi vrnilo do začetka jeseni 2012. Nekateri so bili mnenja, da je to prehiter umik in s tem zaletavi konec dokaj uspešne ofenzive.
Pripadniki posebnih enot ameriške vojske so 1. maja 2011 po ukazu predsednika ZDA Baracka Obame vdrli v hišo v pakistanskem Abbottabadu, 55 km od Islamabada in ubili ameriškega sovražnika številka ena, Osamo bin Ladna. Kmalu zatem so njegovo truplo odvrgli v Indijski ocean in tako preprečili, da bi njegovo zadnje počivališče postalo svetišče za nove skrajneže.
Novica o bin Ladnovi likvidaciji je v ZDA sprožila veselje, uspešnost dela predsednika pa je bila za kratek čas ocenjena 9-11 odstotkov višje kot prej. Navdušenje se je sicer kmalu poleglo, uspešna operacija pa je odmevala le še v okviru druge predvolilne kampanje predsednika Obame.

##### Arabska pomlad
Obama se je zadržano odzval na proteste v arabskem svetu in se oglasil v podporo demokraciji dežele šele po revoluciji v Tuniziji.
V začetku februarja 2011 je Obama preko posebnega odposlanca ZDA pozval egiptovskega predsednika Hosnija Mubaraka k odstopu. Dne 11. februarja je pohvalil revolucijo v Egiptu - zaradi nenasilja in zadržanosti egiptovske vojske - vendar je opozoril, da so pred Egipčani »težki dnevi«.
Dne 23. februarja 2011 je pozval Obama libijskega voditelja Moamerja el Gadafija naj ustavi nasilje nad svojim ljudstvom v državljanski vojni v Libiji. Libijcem pa je obljubil pomoč, pri tem ni izključil niti vojaškega posredovanja. 26. februarja je razglasil, da je Gadafi legitimnost izgubil in da mora odstopiti. Posvaril ga je z ameriško vojaško intervencijo. 17. marca je ukazal ameriškim pilotom, naj začnejo z zračnimi napadi na libijsko vojsko. Odločitev je sledila po pogovorih z zunanjo ministrico Hillary Clinton, svetovalko Samantho Power in veleposlanico v ZN Susan Rice, saj niso želeli ponoviti napake iz leta 1994, ko ZDA z nevmešavanjem niso preprečile genocida v Ruandi.
Na domače kritike o pomanjkanju informacij glede ciljev, trajanja, stroškov vojaškega posega in neupoštevanju Kongresa, se je Obama odzval 28. marca z nagovorom državljanom.
Pojasnil je, da je vojaška operacija proti Gadafijevi vojski skrajni ukrep, da se prepreči pokol v Bengaziju in se izvrši resolucija VS ZN št.1973. Z evropskimi zavezniki in nekaterimi arabskimi državami podprti letalski napadi, so zaustavili pohod Gadafijeve vojske in omogočili upornikom ponovno zavzetje nekaterih izgubljenih mest. ZDA so svojo vodilno vlogo - kot napovedano - prenesle na NATO, da bi zase zmanjšale tveganje in stroške. ZDA ne bi mogle posredovati pri vsakem zatiranju ljudstva, tukaj pa so imele edinstveno priložnost, da so se izognili »grozovitemu pokolu« - na podlagi libijske prošnje po pomoči z mandatom ZN in mednarodne, tudi arabske, pomoči. Če to ne bi storili, bi bila zlorabljena ameriška identiteta, destabilizirane bi bile sosednje države Libije, zadušen arabski demokratični proces in lahko bi uničilo verodostojnost ZN. Na dolgi rok bi bilo tudi dražje za ZDA. Cilj – odstavitev Gadafija in graditev demokracije – je stvar samih Libijcev. Njegovo strmoglavljenje od zunaj bi razdelilo koalicijo in zahtevalo uporabo zemeljskih sil ali tveganje velikega števila civilnih žrtev zaradi zračnih napadov. Ta napaka je bila storjena že v vojni v Iraku in se ne bi smela ponavljati. Embargo na prodajo orožja Libiji, ustavitev denarnih tokov, nadzor prepovedi letenja in spodbujanje opozicije k padcu Gadafija se je nadaljevalo še naprej.
Obama se je na koncu zavzel za človekoljubno vojaško posredovanje ob naravnih nesrečah, genocidu, za ohranitev regionalne varnosti in svetovne trgovine - potem, ko bi bile ZDA zaprošene za pomoč, ko bi druge države prevzele svoj delež in bi se vsi udeleženi držali načela pravičnosti in miru. Na ta način bi lahko in morale ZDA podpreti ljudstva, ki si želijo demokracije.
Opazovalci ocenjuje ta odlomek kot »Obamovo doktrino«, prvič so imenovani Obamovi pogoji za vojaško posredovanje ZDA.

#### Notranja politika

##### Gospodarstvo
Glavni članek: Ekonomija ZDA
Obama je v predvolilni kampanji obljubil nadzor nad proračunskimi odhodki, zmanjšanje javnega dolga ter nižjo obdavčitev srednjega in nižjega razreda.
Prevzel je težko dediščino – upadanje zaposlenosti za 800.000 delovnih mest na mesec, negativno stopnjo gospodarske rasti okoli 8 odstotkov, zadolženost ZDA približno 50 odstotkov BDP itd.
Obljubil je načrt obnove gospodarstva in izpostavil, kako pomembno je preživetje ameriške avtomobilske industrije, le-ta pa mora po koncu procesa reševanja dejansko delovati. Kot del svojega načrta je omenil tudi pomoč lastnikom domov, ki jim grozi zaplemba.
Novoizvoljeni predsednik ZDA je napovedal, da se bo stanje ameriškega gospodarstva sicer še poslabšalo, preden ga bo zajelo izboljšanje.
Ameriški predsednik Barack Obama je v Denverju 17.2.2009 podpisal enega od največjih stimulacijskih paketov v zgodovini te države, vrednega kar 787 milijard dolarjev. Ta naj bi bil namenjen predvsem za infrastrukturo in izobraževanje ter ohranil in ustvaril 3,6 milijona delovnih mest ter tako ublažil finančno krizo.
6. septembra 2010 je napovedal še drugi paket pomoči gospodarstvu v vrednosti 50 milijard dolarjev, predvsem za izgradnjo infrastrukture.
Obama izboljšuje zaupanje vlagateljev v gospodarstvo in kapitalske trge.
Clinton, ki je vodil ZDA v času največjega gospodarskega razcveta, je zatrdil, da je Obama s svojo administracijo preprečil še hujše posledice velike svetovne gospodarske krize.
Gospodarsko okrevanje ZDA se nadaljuje.

##### Zdravstvena reforma - »Obamacare«
Ameriški zdravstveni sistem je liberalen in v privatni lasti, posledično to pomeni precej višje cene različnih zdravstvenih storitev. Je najdražji zdravstveni sistem na svetu, z dragimi zavarovalnimi premijami. V predvolilnem boju je Obama obljubil zdravstveno reformo, kar ni uspelo celi vrsti predsednikov od leta 1912. Do leta 2013 naj bi imel vsak ameriški državljan urejeno zdravstveno zavarovanje.
Veliko časa in energije je bilo potrebno, da je zdravstvena reforma postala zakon, saj so farmacevtski lobiji, republikanci in konservativni mediji udarili z vso silo po Obamovi administraciji. A demokrati so zbrali dovolj glasov za reformo in Obami je uspel največji domači projekt. Zgodovinski zakon je podpisal 23. marca 2010.
Od reforme naj bi imela največ koristi velika večina od 45 milijonov Američanov, ki si doslej niso mogli urediti zdravstvenega zavarovanja. Zdaj jim bo na pomoč pri plačevanju premij priskočila država. Zavarovalnicam bo odslej prepovedana diskriminacija bolnikov. Sicer pa zavarovalnice naj ne bi bile na slabšem, saj bodo pridobile na milijone novih strank, ki si do sedaj niso mogle privoščiti obiska pri zdravniku ali nakupa zdravil. Posledično bodo profitirale tudi farmacija in bolnišnice. Večje breme naj bi nosili le bogatejši Američani, ki bodo od leta 2013 plačevali za 3,8 odstotka višje davke na investicijske dohodke ter prav tako vplačevali več v vladno zdravstveno shemo Medicare. Ta je namenjena upokojencem nad določeno starostjo in najrevnejšim (Medicaid). Uvedel jo je že pred pol stoletja predsednik Lyndon Johnson. Višji davčni režim bo tako doletel le družine, ki imajo več kot 250.000 dolarjev letnega dohodka.

#### Ponovne volitve 2012
V začetku aprila 2011 je Obama izrazil namero, da bo na predsedniških volitvah 2012 kandidiral za drugi predsedniški mandat. Kampanjo za ponovno izvolitev je začel s sloganom »Forward« (Naprej). Republikanski protikandidat je bil senator Mitt Romney, s katerim sta bila izenačeno, dolgotrajno in trdo volilno kampanjo.
6. novembra 2012 je Obama dosegel zmage predvsem v t. i. swing državah (nestanovitnih državah), ki so tradicionalno znane po nihanju volivcev – to so Kolorado, Florida, Iowa, Nevada, Ohio, Pensilvanija in Virginija. Obama je osvojil večje število ljudskih in elektorskih glasov in tako ostal v Beli hiši. Njegov namestnik Joe Biden je bil prav tako ponovno izvoljen za podpredsednika ZDA.

### Predsednik ZDA - drugi mandat

#### Inavguracija
Obamova prisega je potekala v nedeljo, ker ustava določa, da mora predsednik svoj drugi mandat začeti opoldne 20. januarja. Skromna slovesnost je bila v Modri sobi Bele hiše in poleg sodnika vrhovnega sodišča Johna Robertsa so bili tam le še novinarji in Obamova družina.
Javna, veličastnejša prisega z govorom, parado in plesi je bila na sporedu v ponedeljek, pred okoli 800.000-glavo množico na Kapitolu. Američani imajo po štirih letih manj ogreta srca za Obamo, ki začenja svoj drugi mandat z nogami na tleh. V govoru je orisal glavne prioritete ter potrdil zavezanost, da izpelje zadane politične spremembe na področju gospodarstva, priseljenske zakonodaje, podnebnih sprememb in nadzora nad orožjem. Predsednik ima malo časa za spremembe zakonodaje, saj se čez eno leto pričnejo priprave na kongresne volitve leta 2014.

#### Odnos Barackove administracije do zasebnosti državljanov
Po terorističnih napadih 11. septembra 2001 je takratna Busheva administracija močno poostrila nadzor nad elektronskimi komunikacijami državljanov, pogosto zelo nepregledno in neselektivno. V nasprotju s pričakovanji je Obamova administracija tovrstno politiko nadaljevala in celo poglobila, kar se je izkazalo po izbruhu afere Snowden, s pojasnilom, da je tovrstno početje v dobro državljanom.